# Noel Loban
Noel Loban (Londra, 29 aprile 1957) è un ex lottatore britannico, specializzato nella lotta libera.

## Palmarès
- Giochi olimpici

Los Angeles 1984: bronzo nei 90 kg.